# الغربة (ألبوم)

صورة صابر الرباعي على ألبومه الغربة عام 2007

الغربة هو البوم للفنان التونسي صابر الرباعي، تم إصداره عام 2007.

## قائمة الأغاني
- الغربة  - 4:34
- بقالي فترة  - 4:22
- خلوني  - 3:11
- ضاقت بيك  - 4:41
- تفتكر  - 3:50
- عالطاير  - 4:02
- فين الكلام  - 5:09
- نوكل عليك ربي  - 3:56